# Shotgun House
 Denne artikel bør gennemlæses af en person med fagkendskab for at sikre den faglige korrekthed.
    Artiklen er en oversættelse af den tyske i denne version fra 24. nov. 2018.
     – Fjern gerne efterladte germanismer, slå-, stave- og andre fejl, så der bruges gængse danske betegnelser

Shotgun House ('haglgeværhus') refererer til en form for familiehus der især er udbredt i den sydlige del af USA.
Et sådant hus kaldes undertiden også Shotgun Shack, Shotgun Cottage, Shotgun eller Railroad Apartment.
Huse af denne type blev først bygget i begyndelsen af 1800-tallet, men især i perioden mellem den amerikanske borgerkrig og 1920'erne.
Hustypen udviklede sig især i New Orleans og spredte sig derfra til Chicago og Californien.
Karakteristisk for et Shotgun House er dets smalle og lange rektangulære form. Traditionelt er det uden korridor, og de to til fem værelser er forbundet direkte med hinanden.
I 1800-tallet var Shotgun-huse populære hos både fattige og mellemindkomstfamilier.
I løbet af 1900-tallet blev denne hustype imidlertid symbol på fattigdom.
I mange byer i det sydlige USA er Shotgun-huse blevet nedrevet og nedrives stadig som led i bysanering.
Andre steder er man forpligtet til at renovere og bevare dem som en del af den amerikanske byggekultur, som for eksempel i Key West, Florida, hvor de er beskyttet som historiske monumenter.

## Navnets oprindelse og anvendelse
Især i rejseguider kan man ofte læse, at udtrykket 'Shotgun' blev brugt for denne type hus, fordi man kan skyde på langs gennem huset hvis dørene mellem værelserne er åbne.
Imidlertid har nogle arkitekturhistorikere betegnet denne forklaring som en vandrehistorie, en 'urban legende'.
Etnologen John Michael Vlach har påpeget, at både oprindelsen til denne hustype og navnet kan spores tilbage til Haiti og Afrika i det mindste til omkring år 1700.
Betegnelsen stammer efter hans opfattelse fra fon-folket i det sydlige Dahomey (nu Benin) i Vestafrika, hvor to-gun betyder et mødested.
Udtrykket blev sandsynligvis brugt i New Orleans blandt afro-haitianske indvandrere og derefter folkeetymologisk omfortolket til engelsk.
Betegnelsen 'Shotgun House' er især knyttet til huse i byerne, men anvendes lejlighedsvis også om huse i landdistrikter eller småbyer i sydstaterne i USA.
Også dér er der tale om aflange huse i én etage uden en gang eller korridor på langs gennem huset.
Disse huse blev også sat i forbindelse med fattigdom og bygget, fordi den store loftshøjde og det ventilerende gennemtræk med åbne døre mellem værelserne gjorde livet mere behageligt i denne region med fugtig varme.
I dag findes de hovedsagelig langs vandveje i landdistrikterne i Louisiana.
Betegnelsen "Double-barrel Shotguns" ('dobbeltløbet haglgevær') refererer til en variant, hvor to Shotgun-huse er fælles om en langsgående væg.

## Karakteristika
Værelserne i et oprindelig typisk Shotgun-hus ligger på række efter hinanden.
Hoveddøren fører normalt direkte ind i stuen, og derefter følger et eller flere værelser med køkkenet for enden af rækken af værelser.
De ældste huse bygget i denne stil havde ingen sanitære faciliteter; toilettet lå uden for huset.
Senere blev et badeværelse ofte installeret ved at adskille en del af det næstsidste værelse som badeværelse. Det kunne også tilføjes på siden af køkkenet.
I mange tilfælde blev husenes oprindelige udformning med tiden ændret, så de fik en gennemgående gang eller korridor.
Det første og andet værelse havde ildsted og kunne være fælles om en skorsten.
En skorsten for enden af huset blev for det meste brugt til køkkenovnen.
Husene ville normalt være uden kælder, men hævet 60-100 cm over terræn, en indikation på at denne hustype opstod i et oversvømmelsestruet New Orleans.
Ud over den karakteristiske byggestil har Shotgun-huse en række andre fælles træk.
Byggegrundene er ganske smalle, normalt mellem 3,5 og 9 meter brede,
og husene ligger tæt ved vejen, ofte uden eller kun med en meget lille forhave eller veranda.
Forsiden ud til vejen har normalt kun en dør og et vindue med en trætrappe ledende op til hoveddøren. Trætrappen kan være udskiftet med en af mere holdbart materiale.
På bagsiden af huset er der normalt også en dør.
På grund af den generelt meget tætte bebyggelse kunne sidevæggene være uden vinduer.
Inde i huset ligger dørene på linje bag hinanden; forbindelsesdøren mellem de første og bageste rum er ofte lidt bredere og forskudt en smule sideværts.
Husene er normalt opført af træ; kun få er med mursten eller tildannede sten.
Mange af husene – og især dem fra den tidligste fase – har fladt tag, der slutter ved husets mur.
For huse bygget efter omkring 1880 rager taget typisk ud over husets forvæg og har en let gavl.
Baldakinen understøttes normalt af træstolper, og det resulterende uderum bruges som en veranda.
En ventilator kan installeres under baldakinen.
Værelserne er relativt store og høje, hvilket understøtter rummets naturlige 'klimaanlæg': dels samles den varme luft under loftet, dels lettes gennemluftning med alle dørene åbne.
Værelsernes vægge og lofter kan være udsmykkede.
Typisk er brugen af træpaneler eller profillister til overgangsområdet mellem loft og væg eller udskæringer på døroverliggere.
I den periode hvor der blev opført mange Shorgun-huse, var der et marked for dekorative elementer, der i byer som New Orleans blev fremstillet i så stor målestok at de var overkommelige selv for familier med lav indkomst.

## Forskellige varianter
Den oprindelige udformning er med en smal front og adskillige værelser på linje. Imidlertid er forskellige varianter blevet så udbredte, at de i dag i nogle byer er mere almindelige end grundformen.
- Betegnelsen "Double Shotgun" eller "Double-barrel Shotgun" refererer til huse hvor to har en væg fælles. Det kræver mindre grundareal, og materialeforbruget er lavere. Denne variant blev brugt specielt hyppigt i fattige regioner og ses fra 1854 i New Orleans.[3]

- En "Camelback Shotgun" – ('kamelryg') undertiden omtalt som en "Humpback Shotgun" – har en øvre etage på bagsiden af huset. Denne udformning kom til i en sen fase. Udformning og konstruktion ligner for det meste de traditionelle huse, blot fører en trappe i sidste eller næstsidste rum til den øvre etage – en "hump" – der kunne have et eller flere værelser. Da en sådan bygning kun delvis var toetagers, blev den i de fleste byer beskattet som et hus med kun én etage, og dette skattemæssige aspekt var hovedårsagen til udbredelsen af denne byggeform.[6]

- Sjældnere end de andre varianter er "Double Width Shotguns", som er større huse bygget på to byggegrunde. Deres historie skyldes normalt, at en bygherre erhvervede sig et større område, der var blevet blev udpeget til bebyggelse. Han byggede da et stort hus til sig selv, og på de øvrige grunde opførte han de mere traditionelle huse enten for salg eller udlejning.

- "North Shore Houses" kaldes de huse, der har en veranda på tre sider af huset. De bærer deres navn, fordi de hovedsagelig blev bygget på den nordlige side af Lake Pontchartrain i New Orleans, hvor de tjente velhavende hvide som sommerhuse.[3]

Indenfor disse standardvarianter findes der andre, som dog ses sjældnere, blandt andet "Double Camelback Shotgun", hvor både højre og venstre side af huset har en øvre etage i den bageste ende.
Lejlighedsvis ses også huse, der har en dør på siden af huset eller en veranda bygget på langs af huset.

## Historisk udvikling

### Den afrikansk-haitianske oprindelse
Den opfattelse, at betegnelsen Shotgun House er en kakografi (fejlagtig skrivemåde) af et udtryk fra sproget fon, understøttes også af den historiske udvikling af denne byggestil.
New Orleans tiltrak i slutningen af 1700- og begyndelsen af 1800-tallet en række nye bosættere, der på grund af et lokalt slaveoprør forlod den franske koloni Saint-Domingue, nu Haiti.
Plantageejere (ty. Pflanzer), slaver og frie sorte bragte ikke kun caribisk kultur og voodookult til New Orleans; de introducerede også nye byggeformer i hvad der den gang stadig var en lille by.
Foruden Shotgun-huse gælder det også det såkaldte Plantation House.
Omkring 1800 boede der i New Orleans godt 1000 sorte der ikke var slaver. Et årti senere var det steget til o. 10.000, mens antallet af hvide beboere i New Orleans var omkring 4-5.000.
Denne stigning i befolkningen udløste et byggeboom i New Orleans.
Mange af dem der byggede og beboede de nye huse var af afrikansk oprindelse og kom til New Orleans via Haiti.
Historikere finder det sandsynligt, at de byggede deres nye boliger i byggestile, de kendte fra Haiti eller Afrika.
Mange af de stadig eksisterende haitiske bygninger fra denne periode minder om enetages Shotgun-huse i New Orleans.
I Port-au-Prince i Haiti svarer omkring 15 procent af bygningsmassen til denne hustype.
Teorien om afrikansk oprindelse deles derfor af et stort antal historikere.
De tidligste beviser på Shutgun-huse i New Orleans findes i 1832.
Det gør det nærliggende at slutte at huse, der blev solgt i 1830'erne, var blevet bygget femten til tyve år tidligere.

### Billige lejeboliger til arbejderne
Ved industrialiseringens begyndelsen flyttede flere og flere mennesker til de amerikanske byer,
og New Orleans var en af de hurtigst voksende i første halvdel af 1800-tallet.
1812 lagde den første hjuldamper til i havnen og indvarslede en æra, hvor New Orleans skulle blive stadig vigtigere som havneby.
1840 levede der omkring 80.000 mennesker i byen, og havnen i New Orleans var den næstvigtigste i USA efter New York.
1860 lagde omkring 35.000 hjuldampere til kaj, og New Orleans var med o. 168.000 indbyggere den største by i sydstaterne og den sjette største i USA.
På grund af begrænsede transportmuligheder var de nyankomne afhængige af at leve så tæt som muligt på deres arbejdspladser,
og Shotgun-huse blev for det meste opført som lejeboliger og placeret nær arbejdspladser eller jernbaneforbindelser.
Bygherrer og ejere var ofte tillige ejere af industrivirksomheder, og de var for et par dollars om måneden på den måde i stand til at stille en bolig til rådighed for deres arbejdere.
Da en bygherre normalt byggede flere huse på en gang, blev de meget ensartede i deres udseende.
Et eksempel på dette er de Shotgun-huse, der stadig findes i East Washington Street, Louisville, Kentucky.
Det voksende behov for boliger blev dog også imødekommet med andre hustyper end Shotgun-huse.
For eksempel findes i det nordøstlige USA det såkaldte 'brownstone townhouse', som er en husrække hvor husene er opført af brunlige sandsten.
En række forskellige faktorer bidrog imidlertid til, at Shotgun-huset udviklede sig til den foretrukne form i sydstaterne.
Da ejendomsskatter i New Orleans blev opkrævet efter byggegrundens bredde, bidrog et Shotgun-hus med dets smalle husfront betydeligt til at mindske skattebyrden.
Shotgun-huse var også billige at bygge: den smalle forside øgede antallet af huse, der kunne bygges langs en gade, og huset var let at tilpasse til lokale forhold.
Især i bymidterne i syd blev denne hustype fremherskende.
I nogle byer i sydstaterne udgør Shotgun-huse stadig omkring 10% af boligmassen.

### Symbol på fattigdom
Opførelsen af Shotgun-huse aftog fra begyndelsen af 1900-tallet og var i 1930'erne næsten gået fuldstændig i stå.
To tekniske fornyelser overflødiggjorde i stigende grad fordelene ved denne hustype: stadig større dele af befolkningen havde fået råd til biler og elektriske klimaanlæg.
Derfor flyttede flere og flere af de befolkningsgrupper, for hvem husene engang bød på acceptable levevilkår, ud til forstæderne. Efter 2. verdenskrig var det kun de fattigste lag, der var villige til at flytte ind i disse huse.
Shotgun-husets grundlæggende koncept – et stort set standardiseret og enkelt hus med én etage – levede imidlertid videre i form af Ranch-style Houses, der især i 1950'erne og 1960'erne udgjorde den dominerende hustype i forstæderne.
De distrikter, der havde et stort antal Shotgun-huse, oplevede i anden halvdel af 1900-tallet alle de problemer, der var og er typiske for bykernerne i USA.
Når økonomisk bedre stillede dele af befolkningen flyttede til forstæderne, blev befolkningen i de indre byer ladt tilbage, og de havde ofte ikke tilstrækkelig kreditværdighed til at opnå lån til at vedligeholde eller erhverve deres Shotgun-hus.
Uklarhed om ejerskabet var endnu en faktor der bidrog til tilbagegangen for Shotgun-husene. De blev ofte overdraget gennem flere generationer i en familie, og uenigheder kunne føre til at mange huse var ubeboede i flere år.
I offentligheden blev Shotgun-huse i stigende grad opfattet som en typisk form for boliger for den fattigste del af den afroamerikanske befolkning i de amerikanske sydstater.
Historisk set er det ikke sandt.
Mange af Shotgun-husene blev bygget i oprindeligt hvide boligområder i perioden med segregation.
På det tidspunkt var levevilkårene behagelige i forhold til det senere forfald.
I 1950'erne og 1960'erne, da disse boligområder var beboet af sorte, havde de hvide tidligere ejere fået råd til at flytte til forstæderne.
I modsætning til den udbredte opfattelse er der stadig beboelsesområder med en stor andel Shotgun-huse, der hovedsagelig bebos af hvide.
Men de er ikke sammenlignelige med huse der bebos af afroamerikanere, som stadig bruges snarere grund af fattigdom end på grund af den særlige byggestil.
Uanset hvilke befolkningsgrupper der boede i dem, blev Shotgun-huse i perioden fra slutningen af 2. verdenskrig til ind i 1980'erne anset for at være en form for boliger, der ikke længere bød på moderne levestandard.
Betragtet som symbol på fattigdom er mange Shotgun-huse revet ned som led i byfornyelsesprogrammer,
en praksis der til en vis grad er ændret.
Byer som Houston og Charlotte har etableret 'Shotgun Historic Districts' i deres byer for at bevare denne boligform som typisk for amerikansk historie.
Shotgun-huse prises for kvalitet og lave byggeomkostninger og betragtes som en hustype, det kunne være nyttigt at genoplive for de ofte forsømte amerikanske bycentre.
Riceuniversitetet i Houston organiserede en udstilling under titlen 'Shotguns 2001', hvor der kun blev vist malerier af denne hustype for at anerkende dens rolle i sydstaternes historie.
Udstillingen blev ledsaget af en række foredrag med Shotgun-huse som tema.
Nogle byer som for eksempel Macon i Georgia har forsøgt at skabe boliger til lavindkomstgrupper ved at renovere Shotgun-huse.
Imidlertid har mange af disse byer gjort den erfaring, at det kan være billigere at nedrive og derefter bygge nye boliger.
Mange af de ældre byer i sydstaterne har i nogle kvarterer stadig en meget høj tæthed af Shotgun-huse.
Det gælder for eksempel bydelene Bywater i New Orleans og Cabbagetown i Atlanta .
I modsætning til da de blev bygget, ejes de fleste huse nu af deres beboere.
I 1990'erne tilhørte omkring 85% af husene i Lower Ninth Ward i New Orleans deres beboere – et område domineret af Shotgun-huse.
I nogle kvarterer domineret af denne hustype er grundpriserne steget kraftigt de seneste år.
Det har ført til en fornyet ændring i befolkningsstrukturen i disse kvarterer: økonomisk bedre stillede befolkningsgrupper vender gradvist tilbage.
Inden for bygeografi kaldes en sådan forandring for 'gentrificering'.
Det sker ofte, at den nye boligejer køber begge halvdele af en 'Double Barrel Shotgun' og kombinerer dem til et forholdsvis stort hus.
Shotgun-huse kan også slås sammen for at blive brugt til kontor eller butik.

## Andre forhold
Ifølge en overtro, der er eller var fremherskende i sydstaterne, bliver spøgelser tiltrukket af Shotgun-huse fordi de kan gå ret gennem dem. Derfor kunne man forskyde dørene lidt for at distrahere ånderne.
Shotgun-huse bruges også ofte som et symbol på livet i sydstaterne – i filmsekvenser er i det mindste amerikanske seere klare over hvor handlingen foregår.
Shotgun-huse er også knyttet til sydstaternes musikhistorie:
Elvis Presley blev født i et ,
Neville Brothers voksede op i et, og Robert Johnson siges at være død i et.